# Hontoria de Valdearados
Hontoria de Valdearados – gmina w Hiszpanii, w prowincji Burgos, w Kastylii i León, o powierzchni 33,58 km². W 2011 roku gmina liczyła 219 mieszkańców.